# CSI 7-League 2021
La CSI 7-League 2021 è la 5ª edizione del campionato nazionale minore di football a 7 organizzato dal CSI. Il campionato è iniziato il 27 ottobre 2021 e terminerà il 30 gennaio 2022 con la disputa della finale.

## Squadre partecipanti
| Club                   | Città                   | Stadio                                             | Sponsor ufficiale | Risultato nella stagione 2019 |
| ---------------------- | ----------------------- | -------------------------------------------------- | ----------------- | ----------------------------- |
| 29ers Alto Livenza     | Pordenone               |                                                    |                   |                               |
| Alligators Rovigo      | Rovigo                  |                                                    |                   |                               |
| Briganti 82 Napoli     | Napoli                  | Centro Sportivo Oasi                               |                   |                               |
| Cocai Terraferma       | Spinea (VE)             | Campo Comunale Graspo D'Uva                        |                   |                               |
| Commandos Brianza      | Lecco                   | Stadio Don Masanti (Calco LC)                      |                   |                               |
| Goblins Frentania      | Lanciano (CH)           | Campo Sportivo Tommaso Verí (San Vito Chietino CH) |                   |                               |
| Mexicans Pederobba     | Pederobba (TV)          |                                                    |                   |                               |
| Navy Seals Bari        | Bari                    | Stadio della Vittoria                              |                   |                               |
| Speck Pescara          | Pescara                 |                                                    |                   |                               |
| Spiders Salento        | Lecce                   | Campo Sportivo (Lequile LE)                        |                   |                               |
| Steel Bucks Caserta    | Caserta                 | Campo Comunale (Macerata Campania CE)              |                   |                               |
| Vespe Molo Sant'Eligio | San Giorgio Ionico (TA) |                                                    |                   |                               |
| Wildcats Cremona       | Cremona                 | Parrocchia Beata Vergine                           |                   |                               |

## Stagione regolare

### Calendario

#### 1ª giornata
| Cremona 7 novembre 2021, ore 14:00 CET | Wildcats Cremona | 14 – 20 | Commandos Brianza | Associazione Polisportiva Torrazzo Malagnino |

| Spinea 7 novembre 2021, ore 14:30 CET | Cocai Terraferma | 32 – 2 | Mexicans Pederobba | Campo Comunale Graspo D'Uva |

#### 2ª giornata
| Caserta 14 novembre 2021, ore 11:00 CET | Steel Bucks Caserta | 26 – 6 | Speck Pescara | Centro Sportivo quartiere Vanvitelli |

| Pordenone 14 novembre 2021, ore 14:00 CET | 29ers Alto Livenza | 6 – 20 | Cocai Terraferma | Stadio Union Rugby Pordenone |

| Lequile 14 novembre 2021, ore 15:30 CET | Spiders Salento | 20 – 16 | Navy Seals Bari | Centro Sportivo Lequile |

| Napoli 14 novembre 2021, ore 17:00 CET | Briganti 82 Napoli | 53 – 0 | Goblins Frentania | Centro Sportivo Oasi |

#### 3ª giornata
| Caserta 21 novembre 2021, ore 11:00 CET | Steel Bucks Caserta | 18 – 21 | Briganti 82 Napoli | Centro Sportivo quartiere Vanvitelli |

| Bari 21 novembre 2022, ore 14:00 CET | Navy Seals Bari | 56 – 12 | Vespe Molo Sant'Eligio | Stadio della Vittoria |

| Collecorvino 21 novembre 2021, ore 14:00 CET | Speck Pescara | 12 – 36 | Goblins Frentania | Campo Sportivo Collecorvino |

| Pederobba 21 novembre 2021, ore 14:00 CET | Mexicans Pederobba | 8 – 20 | 29ers Alto Livenza | Jack Langyel Field |

| Boara Pisani 21 novembre 2021, ore 18:00 CET | Alligators Rovigo | 31 – 7 | Wildcats Cremona | Rovigo Union Boara |

#### 4ª giornata
| Calco 28 novembre 2021, ore 12:00 CET | Commandos Brianza | 12 – 13 | Alligators Rovigo | Stadio Don Masanti |

| Carosino 28 novembre 2021, ore 14:00 CET | Vespe Molo Sant'Eligio | 0 – 48 | Spiders Salento | Centro Sportivo New Tutto Sport Carosino |

#### 5ª giornata
| Napoli 4 dicembre 2021, ore 17:00 CET | Briganti 82 Napoli | 19 – 7 | Steel Bucks Caserta | Centro Sportivo Oasi |

| Calco 5 dicembre 2021, ore 12:00 CET | Commandos Brianza | 6 – 0 | Wildcats Cremona | Stadio Don Masanti |

| Bari 5 dicembre 2022, ore 14:00 CET | Navy Seals Bari | 46 – 38 | Spiders Salento | Stadio della Vittoria |

| Spinea 5 dicembre 2021, ore 14:30 CET | Cocai Terraferma | 26 – 7 | 29ers Alto Livenza | Campo Comunale Graspo D'Uva |

| Fossacesia 5 dicembre 2021, ore 15:00 CET | Goblins Frentania | 24 – 19 | Speck Pescara | Centro Sportivo El Monumental |

#### 6ª giornata
| Carosino 12 dicembre 2021, ore 14:00 CET | Vespe Molo Sant'Eligio | 25 – 53 | Navy Seals Bari | Centro Sportivo New Tutto Sport Carosino |

| Collecorvino 12 dicembre 2021, ore 14:00 CET | Speck Pescara | 6 – 31 | Briganti 82 Napoli | Campo Sportivo Collecorvino |

| Pordenone 12 dicembre 2021, ore 14:00 CET | 29ers Alto Livenza | 8 – 6 | Mexicans Pederobba | Stadio Union Rugby Pordenone |

| Cremona 12 dicembre 2021, ore 14:00 CET | Wildcats Cremona | 6 – 30 | Alligators Rovigo | Associazione Polisportiva Torrazzo Malagnino |

#### 7ª giornata
| Boara Pisani 18 dicembre 2021, ore 19:00 CET | Alligators Rovigo | 20 – 2 | Commandos Brianza | Rovigo Union Boara |

| Pederobba 19 dicembre 2021, ore 14:00 CET | Mexicans Pederobba | 26 – 12 | Cocai Terraferma | Jack Langyel Field |

| Fossacesia 19 dicembre 2021, ore 15:00 CET | Goblins Frentania | 6 – 29 | Steel Bucks Caserta | Centro Sportivo El Monumental |

| Lequile 19 dicembre 2021, ore 15:30 CET | Spiders Salento | 48 – 10 | Vespe Molo Sant'Eligio | Centro Sportivo Lequile |

### Classifiche
Le classifiche della stagione regolare sono le seguenti:
- PCT = percentuale di vittorie, G = partite giocate, V = partite vinte, P = partite perse, PF = punti fatti, PS = punti subiti
- La qualificazione alla fase finale è indicata in verde

#### Girone Nord Est
| Pos. | Squadra            | PCT   | G | V | P | PF | PS |
| ---- | ------------------ | ----- | - | - | - | -- | -- |
| 1    | Cocai Terraferma   | 1.000 | 4 | 3 | 1 | 90 | 41 |
| 2    | 29ers Alto Livenza | .500  | 4 | 2 | 2 | 41 | 60 |
| 3    | Mexicans Pederobba | .000  | 4 | 1 | 3 | 42 | 72 |

#### Girone Nord Ovest
| Pos. | Squadra           | PCT   | G | V | P | PF | PS |
| ---- | ----------------- | ----- | - | - | - | -- | -- |
| 1    | Alligators Rovigo | 1.000 | 4 | 4 | 0 | 94 | 27 |
| 2    | Commandos Brianza | .500  | 4 | 2 | 2 | 40 | 47 |
| 3    | Wildcats Cremona  | .000  | 4 | 0 | 4 | 27 | 87 |

#### Girone Sud Est
| Pos. | Squadra                | PCT  | G | V | P | PF  | PS  |
| ---- | ---------------------- | ---- | - | - | - | --- | --- |
| 1    | Spiders Salento        | .750 | 4 | 3 | 1 | 154 | 72  |
| 2    | Navy Seals Bari        | .750 | 4 | 3 | 1 | 171 | 95  |
| 3    | Vespe Molo Sant'Eligio | .000 | 4 | 0 | 4 | 47  | 205 |

#### Girone Sud Ovest
| Pos. | Squadra             | PCT   | G | V | P | PF  | PS  |
| ---- | ------------------- | ----- | - | - | - | --- | --- |
| 1    | Briganti 82 Napoli  | 1.000 | 4 | 4 | 0 | 124 | 31  |
| 2    | Steel Bucks Caserta | .500  | 4 | 2 | 2 | 80  | 52  |
| 3    | Goblins Frentania   | .500  | 4 | 2 | 2 | 66  | 113 |
| 4    | Speck Pescara       | .000  | 4 | 0 | 4 | 43  | 117 |

## Playoff

### Tabellone
|  | Quarti di finale              | Quarti di finale         |                           |                 | Semifinali                | Semifinali                |  |  | Finale                    | Finale |
|  |                               |                          |                           |                 |                           |                           |  |  |                           |        |
|  | 9 gennaio 2022 - Spinea       |                          |                           |                 |                           |                           |  |  |                           |        |
|  |                               |                          |                           |                 |                           |                           |  |  |                           |        |
|  | Cocai Terraferma              | 38                       |                           |                 |                           |                           |  |  |                           |        |
|  | Cocai Terraferma              | 38                       | 16 gennaio 2022 - Spinea  |                 |                           |                           |  |  |                           |        |
|  | Commandos Brianza             | 0                        |                           |                 |                           |                           |  |  |                           |        |
|  | Commandos Brianza             | 0                        | Cocai Terraferma          | 6               |                           |                           |  |  |                           |        |
|  | 8 gennaio 2022 - Boara Pisani |                          | Cocai Terraferma          | 6               |                           |                           |  |  |                           |        |
|  |                               | 29ers Alto Livenza       | 8                         |                 |                           |                           |  |  |                           |        |
|  | Alligators Rovigo             | 29ers Alto Livenza       | 8                         | 7               |                           |                           |  |  |                           |        |
|  | Alligators Rovigo             |                          | 30 gennaio 2022 - Firenze | 7               |                           |                           |  |  |                           |        |
|  | 29ers Alto Livenza            | 41                       |                           |                 |                           |                           |  |  |                           |        |
|  | 29ers Alto Livenza            | 41                       | 29ers Alto Livenza        | 6               |                           |                           |  |  |                           |        |
|  | 8 gennaio 2022 - Napoli       |                          | 29ers Alto Livenza        | 6               |                           |                           |  |  |                           |        |
|  |                               | Briganti 82 Napoli       | 7                         |                 |                           |                           |  |  |                           |        |
|  | Briganti 82 Napoli            | Briganti 82 Napoli       | 7                         | 12              |                           |                           |  |  |                           |        |
|  | Briganti 82 Napoli            | 15 gennaio 2022 - Napoli |                           | 12              |                           |                           |  |  |                           |        |
|  | Navy Seals Bari               | 10                       |                           |                 |                           |                           |  |  |                           |        |
|  | Navy Seals Bari               | 10                       | Briganti 82 Napoli        | 18              | Finale per il terzo posto | Finale per il terzo posto |  |  |                           |        |
|  | 9 gennaio 2022 - Lequile      |                          | Briganti 82 Napoli        | 18              | Finale per il terzo posto | Finale per il terzo posto |  |  |                           |        |
|  |                               | Spiders Salento          | 12                        |                 |                           |                           |  |  |                           |        |
|  | Spiders Salento               | Spiders Salento          | 12                        | 20              | Cocai Terraferma          | 21                        |  |  |                           |        |
|  | Spiders Salento               |                          |                           | 20              | Cocai Terraferma          | 21                        |  |  |                           |        |
|  | Steel Bucks Caserta           | 12                       |                           | Spiders Salento | 42                        |                           |  |  |                           |        |
|  | Steel Bucks Caserta           | 12                       |                           |                 | 42                        |                           |  |  |                           |        |
|  |                               |                          |                           |                 |                           |                           |  |  | 30 gennaio 2022 - Firenze |        |
|  |                               |                          |                           |                 |                           |                           |  |  |                           |        |

### Quarti di finale
| Boara Pisani 8 gennaio 2022, ore 18:00 | Alligators Rovigo | 7 – 41 | 29ers Alto Livenza | Rovigo Union Boara |

| Napoli 8 gennaio 2022, ore 18:00 | Briganti 82 Napoli | 12 – 10 | Navy Seals Bari | Centro Sportivo Oasi |

| Spinea 9 gennaio 2022, ore 14:30 | Cocai Terraferma | 38 – 0 | Commandos Brianza | Campo Comunale Graspo D'Uva |

| Lequile 9 gennaio 2022, ore 14:30 | Spiders Salento | 20 – 12 | Steel Bucks Caserta | Centro Sportivo Lequile |

### Semifinali
Giornata rinviata.
| Napoli 15 gennaio 2022, ore 18:00 | Briganti 82 Napoli | 18 – 12 | Spiders Salento | Centro Sportivo Oasi |

| Spinea 16 gennaio 2022, ore 14:30 | Cocai Terraferma | 6 – 8 | 29ers Alto Livenza | Campo Comunale Graspo D'Uva |

### Finale 3º - 4º posto
| Firenze 30 gennaio 2022, ore 13:00 | Spiders Salento | 42 – 21 | Cocai Terraferma | Guelfi Sport Center |

### V Finale
| Firenze 30 gennaio 2022, ore 16:00 | Briganti 82 Napoli | 7 – 6 | 29ers Alto Livenza | Guelfi Sport Center |

## Verdetti
- Briganti 82 Napoli Campioni CSI 7-League 2021.